# Деревна гадюка Матільди
Деревна гадюка Матільди (Atheris matildae) — отруйна змія з роду Деревна гадюка родини Гадюкові. Інша назва «рогата гадюка Матільди». Отримала назву на честь доньки вченого Тімоті Давенпорта.

## Опис
Загальна довжина сягає 51—64,3 см. Спостерігається статевий диморфізм — самиці більші за самців. Схожа на блакитну деревну гадюку, тільки дещо більше за розміром. Генетичний аналіз довів, що ці два види стали розвиватися окремо один від одного близько 2,2 мільйонів років тому. Відрізняється наявністю 2—3 великих рогоподібних, вертикальних надочноямкових щитків. Забарвлення спини коричнювате або чорне, боки жовтувато—зелені.

## Спосіб життя
Полюбляє гірські ліси. Активна вночі. Усе життя проводить на деревах. Харчується земноводними та птахами.
Це яйцеживородна змія.

## Розповсюдження
Це ендемік Танзанії. Мешкає на площі не більше 100 км². Через те, що незаконна торгівля рептиліями становить загрозу багатьом видам рептилій в регіоні, точніше місце проживання цієї гадюки не повідомляється.

## Зовнішні посилання
Matilda’s Horned Viper [Архівовано 30 січня 2012 у Wayback Machine.] - Вебсайт, присвячений деревній гадюці Матільди